# Brito Broca
José Brito Broca (Guaratinguetá, 6 de outubro de 1903 — Rio de Janeiro, 20 de agosto de 1961) foi um crítico literário, ensaísta e jornalista literário brasileiro.
É considerado um importante crítico literário e historiador cultural do Brasil e um expoente da crônica literária. A partir de 1934, se tornou responsável pela seção “Livros & Autores”, publicada pelo jornal A Gazeta, de São Paulo. É autor de, entre outras obras, A vida literária no Brasil: 1900 (1956) e Machado de Assis e a política mais outros estudos (1983). 

## Biografia
Nascido no interior paulista em 1903, era filho de André Broca e de Benedita Marieta Brito Broca. Cursou a Escola Normal, formando-se em 1923, tendo sido o orador da turma. Começou sua carreira ainda estudante, na Escola Normal, escrevendo crônicas para o jornal local, O Farol. A repercussão de uma delas o obriga a deixar a cidade natal e mudar-se para São Paulo, em 1924. Em 1927, começou sua carreira de jornalista profissional no jornal paulista A Gazeta, usando o pseudônimo de "Lauro Rosas".
Em 1931, tornou-se redator do jornal O Tempo, mas no ano seguinte, com o início da Revolução Constitucionalista de 1932, retornou para Guaratinguetá para ficar perto da família. Foi apenas em 1935 que Broca se tornou um cronista literário em tempo integral, com o pseudônimo de "Alceste", inspirado em personagem do dramaturgo francês Molière (1622-1673).
Em 1937, mudou-se para o Rio de Janeiro, trabalhando como redator da editora José Olympio. Seu primeiro livro, Americanos, foi lançado em 1944, reunindo crônicas escritas na imprensa até então. Através do Serviço de Documentação do Ministério da Educação e Cultura (MEC), no qual trabalhava, publicou um de seus livros mais conhecidos, A Vida Literária no Brasil - 1900, em 1956, inspirado no trabalho do francês André Billy, diretor de Histoire de la Vie Littéraire, integra um projeto com mais três volumes referentes aos períodos romântico e colonial, naturalista e modernista.
Parte do acervo de sua biblioteca pessoal encontra-se na biblioteca do Instituto de Estudos da Linguagem da Unicamp.

## Morte
Broca morreu atropelado na madrugada de 20 de agosto de 1961, na altura da Rua Dois de Dezembro, no Flamengo, às vésperas de completar 58 anos de idade.